# Federico van der Hoeven
Federico van der Hoeven   (Brussel·les, 1951) és un antic pilot de motociclisme i d'automobilisme català d'origen neerlandès. Nascut a Bèlgica de pare neerlandès i mare espanyola, Van der Hoeven viu a Catalunya des de nen i ha competit sempre amb llicència espanyola, tant en curses de motociclisme de velocitat com de monoplaces i ral·lis.

## Trajectòria esportiva

### Motociclisme
Van der Hoeven debutà al Campionat del Món de motociclisme la temporada de 1970, concretament al Gran Premi d'Espanya celebrat al circuit de Montjuïc, en la categoria dels 50cc amb una Kreidler, acabant-hi setè. Pilot molt lleuger -pesava amb prou feines 40 kg- Derbi el fitxà per a disputar la temporada de 1971 al costat d'Ángel Nieto. Van der Hoeven començà el campionat amb sengles quartes posicions al Gran Premi d'Àustria i al Gran Premi d'Alemanya. Després de perdre's algunes curses tornà al Gran Premi d'Espanya, però la cursa acabà molt malament per a l'equip Derbi: Nieto va perdre el títol i Van der Hoeven va haver d'abandonar. Finalment, Van der Hoeven acabà la temporada en novena posició. Després d'aquell any, ja mai no va tornar a competir al mundial de motociclisme.

### Automobilisme
Patrocinat per l'Escuderia Montjuïc, el 1973 Van der Hoeven debutà al Campionat d'Espanya de Fórmula 1430 tot guanyant la cursa del circuit del Jarama. Pilotant un Selex ST3 amb motor SEAT, dominà la temporada de 1974 i en guanyà el títol. També va pilotar el Selex ST3 a la Pujada al Montseny, acabant-hi el desè entre dos Porsche 911. L'any següent, passà a la Fórmula 1800 i començà a cercar patrocinadors per a poder disputar el campionat de Fórmula 3. Al circuit del Jarama, Van der Hoeven acabà quart a la primera cursa del campionat tot pilotant un Martini. El 1977, participà amb un March 773 en la qualificació de la primera prova del campionat britànic de Fórmula 3, al circuit de Silverstone, però no es va poder classificar per a la cursa.
Federico van der Hoeven va competí també en tres ral·lis del Campionat d'Europa de Ral·lis com a copilot entre 1972 i 1974. El 1972, amb Salvador Cañellas de pilot, acabaren quarts al Ral·li Costa Brava amb un SEAT 1430; el 1973, amb Claude Haldi de pilot, foren tercers al Ral·li de Catalunya amb un Porsche 911 Carrera RS. L'equip repetí l'experiència el 1974 tot guanyant la prova.